# ویلی نلز
ویلی نلز (انگلیسی: Willie Naulls؛ زاده ۷ اکتبر ۱۹۳۴ - ۲۵ نوامبر ۲۰۱۸) یک بازیکن بسکتبال اهل ایالات متحده آمریکا است. از باشگاه‌هایی که در آن بازی کرده‌است می‌توان به گلدن استیت واریرز، و آتلانتا هاوکس اشاره کرد.